# Seznam vrcholů v Belianských Tatrách

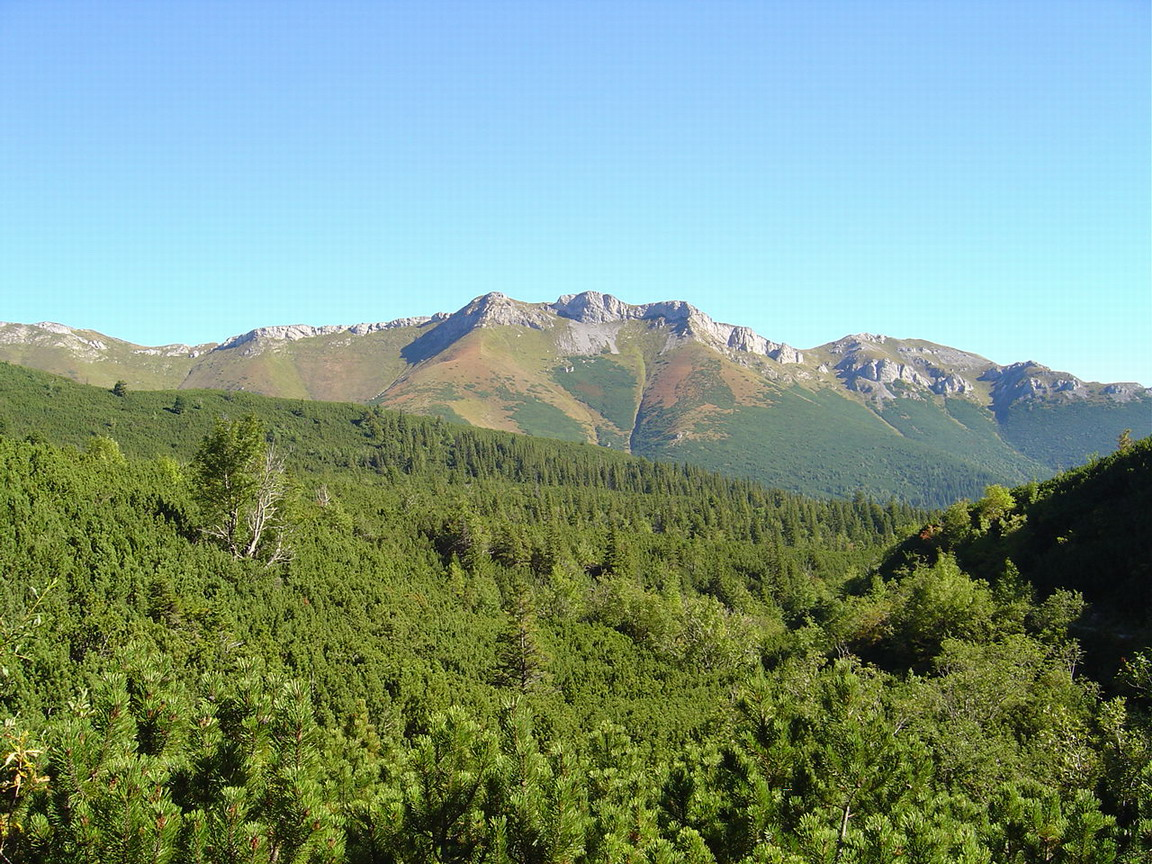
Bujačí vrch

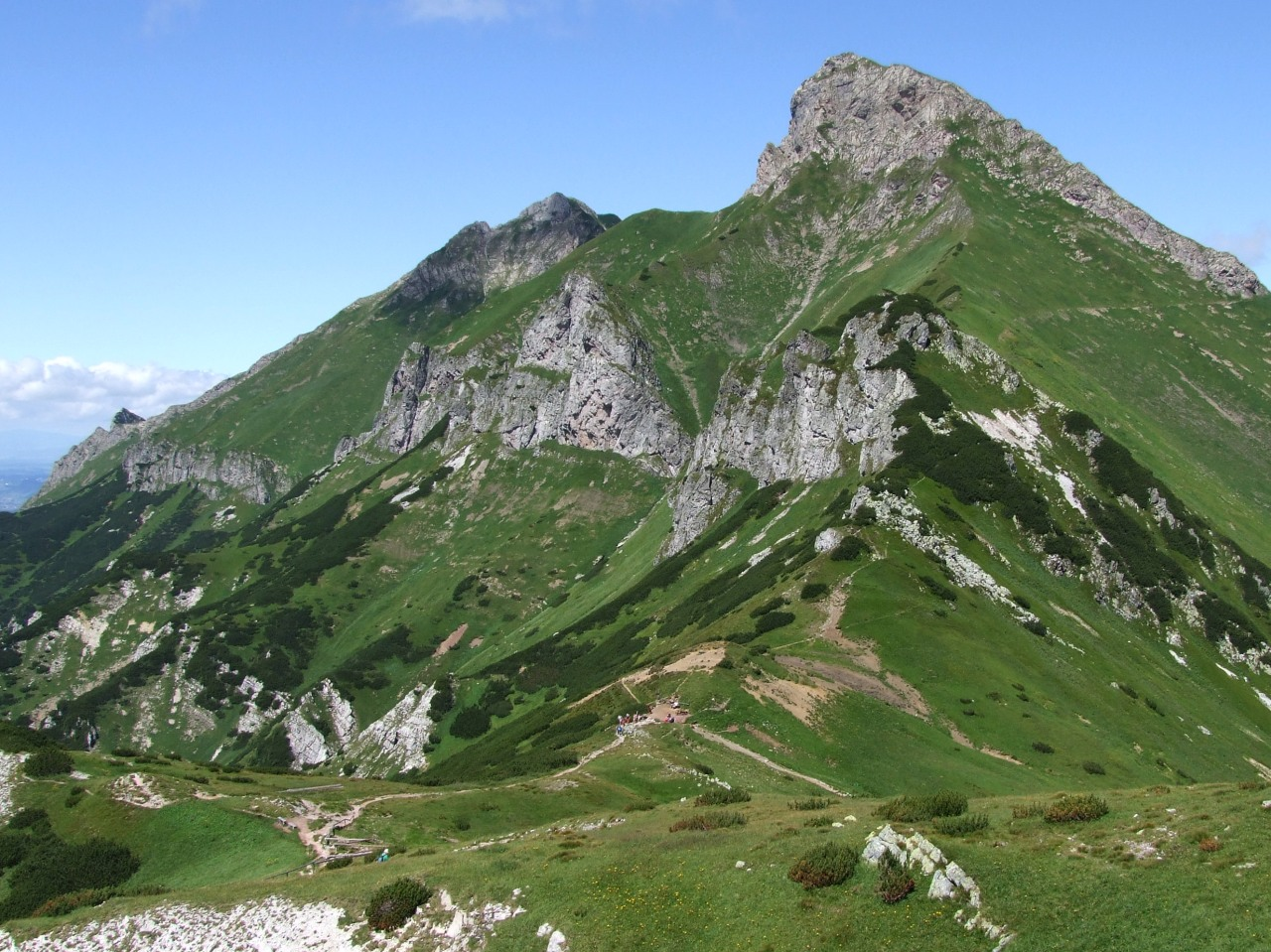
Ždiarska vidla

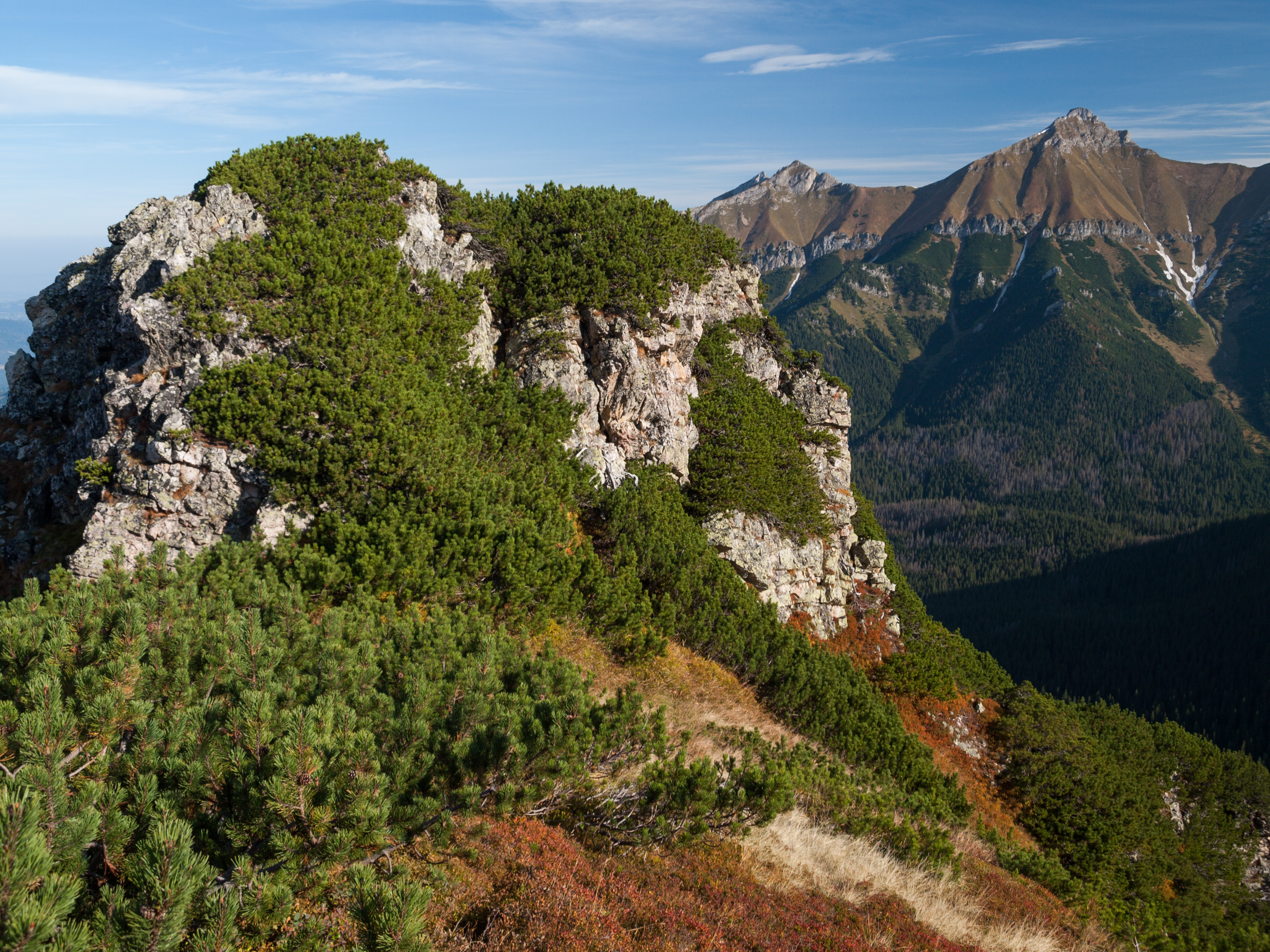
Nový vrch

Seznam vrcholů v Belianských Tatrách zahrnuje pojmenované vrcholy s nadmořskou výškou nad 1500 m. Seznam vychází z údajů dostupných na stránkách hiking.sk. Celé pohoří je z důvodu ochrany přírody pro návštěvníky uzavřeno, pouze z Kopského sedla vede přes Široké sedlo do Ždiaru červená značka.

## Seznam vrcholů
| #   | Vrchol           | Výška (m) | Souřadnice                       |
| --- | ---------------- | --------- | -------------------------------- |
| 1.  | Havran           | 2152      | 49°14′55″ s. š., 20°11′52″ v. d. |
| 2.  | Ždiarska vidla   | 2142      | 49°14′42″ s. š., 20°12′27″ v. d. |
| 3.  | Hlúpy            | 2061      | 49°14′13″ s. š., 20°13′14″ v. d. |
| 4.  | Zadné Jatky      | 2020      | 49°14′14″ s. š., 20°14′00″ v. d. |
| 5.  | Košiare          | 2012      | 49°13′57″ s. š., 20°15′00″ v. d. |
| 6.  | Nový vrch        | 1999      | 49°15′33″ s. š., 20°10′59″ v. d. |
| 7.  | Prostredné Jatky | 1984      | 49°14′03″ s. š., 20°14′53″ v. d. |
| 8.  | Predné Jatky     | 1950      | 49°14′08″ s. š., 20°14′40″ v. d. |
| 9.  | Bujačí vrch      | 1947      | 49°13′49″ s. š., 20°15′44″ v. d. |
| 10. | Muráň            | 1890      | 49°15′01″ s. š., 20°10′43″ v. d. |
| 11. | Skalné vráta     | 1692      | 49°13′42″ s. š., 20°16′41″ v. d. |
| 12. | Gáflovka         | 1626      | 49°14′42″ s. š., 20°14′35″ v. d. |
| 13. | Štefan           | 1540      | 49°14′28″ s. š., 20°10′54″ v. d. |
| 14. | Javorinka        | 1505      | 49°15′40″ s. š., 20°12′11″ v. d. |